# پری‌اغلولار، آغجه‌آباد
پری‌اغلولار (به لاتین: Pərioğlular) یک منطقه مسکونی در جمهوری آذربایجان است که در شهرستان آغجه‌آباد واقع شده است. پری‌اغلولار ۱۴۷۶ نفر جمعیت دارد.